# Ferdinando Fabbri
Ferdinando Fabbri (San Mauro Pascoli, 31 dicembre 1954) è un politico italiano, ex presidente della Provincia di Rimini.
Laureato in giurisprudenza, è stato presidente dell'Azienda di soggiorno di Bellaria-Igea Marina (RN), vicesindaco di quel Comune e poi sindaco per due mandati. Esponente dei Democratici di Sinistra, è stato consigliere regionale (dal 1995), e presidente della Provincia dal 1999, poi riconfermato. Aderisce al Partito Democratico.
È stato eletto Presidente della Provincia nel turno elettorale del 2004 (elezioni del 12 e 13 giugno), raccogliendo il 58,8% dei voti in rappresentanza di una coalizione di centrosinistra.
È stato sostenuto, in Consiglio provinciale, da una maggioranza costituita da:
- DS
- Margherita
- PRC
- Italia dei Valori
- Verdi
- Comunisti Italiani

Il mandato amministrativo è terminato nel 2009.